# ويلهلم هانسن (مجدف)
ويلهلم هانسن (بالنرويجية البوكمول: Wilhelm Hansen)‏ هو مجدف نرويجي، ولد في 15 مارس 1884 في ساربسبورغ في النرويج، وتوفي في 20 يونيو 1931 في يار في النرويج.

## وصلات خارجية
- ويلهلم هانسن على موقع الاتحاد الدولي للتجديف (الإنجليزية)
- ويلهلم هانسن على موقع أوليمبيديا (الإنجليزية)